# Lex Poetelia de ambitu
Die Lex Poetelia de ambitu war ein möglicherweise 358 v. Chr. geschaffenes Gesetz in der Römischen Republik der vorklassischen Zeit. Es verbot den Kandidaten, die sich auf politische Ämter bewarben, auf Märkten und Versammlungsplätzen auf Stimmenfang zu gehen.
Stimmenwerbung in eigener Sache oder zugunsten eines persönlichen Günstlings galt im antiken römischen Recht als Verbrechen der politischen Korruption (ambitus), denn Bestechungen und andere taktische Versuche der Schwächung des Gegners galten als äußerst unethisch. Das Gesetz fällt in die Zeit, als den Plebejern durch die leges Liciniae Sextiae des Jahres 387 v. Chr. der Zutritt zum Konsulat eröffnet war. Vor die Volksversammlung brachte den Gesetzesantrag, der der Zustimmung des Senats per Vorabbescheid bedurfte, wohl Gaius Poetelius Libo Visolus, der zu dieser Zeit Volkstribun war.